# Silverio Cavazos
Pour les articles homonymes, voir Cavazos.
Jesús Silverio Cavazos Ceballos (né le 15 décembre 1968 à Tecomán (en), dans l'État de Colima et mort le 21 novembre 2010 à Colima) est un homme politique mexicain, membre du Parti révolutionnaire institutionnel,.

## Biographie
Silverio Cavazos est diplômé en droit de l'Université de Colima. Le 24 février 2005, le IAI 1124 Westwind immatriculé XC-COL, parti de l'aéroport de Toluca à destination de Colima, s'écrase, peu après son décollage, dans une zone montagneuse près de Tzitzio, dans le Michoacán à environ 70 km au sud-est de Morelia. Les deux membres d'équipage et les cinq passagers, dont le gouverneur de l'État de Colima, Gustavo Vázquez Montes (en) sont tous morts. À la suite de ce décès, l'élection pour le nouveau gouverneur de l'État de Colima, organisée le 10 avril 2005, est remportée par Silverio Cavazos, candidat désigné par son parti ; il obtient 51,50 % des voix face à son adversaire du Parti action nationale, Leoncio Morán Sánchez.
Il reste à son poste jusqu'à la fin de son mandat, soit le 31 octobre 2009. Son successeur est le candidat de son parti, Mario Anguiano Moreno, vainqueur des élections du 5 juillet 2009.
Le 21 novembre 2010, aux environs de 10 h 30 (17 h 30 GMT), il est abattu, à proximité de son domicile, à Colima, par un groupe d'hommes armés. Il décède dans un hôpital de la ville où il avait été transporté.